# Ponte do Jaguaré
A Ponte do Jaguaré é uma ponte que cruza o Rio Pinheiros, na cidade de São Paulo, Brasil. Constitui parte do sistema viário da Marginal Pinheiros. Ela interliga a Avenida Jaguaré, no distrito homônimo à Avenida Queiroz Filho, no Alto da Lapa.

## Primeira ponte (1938-1974)
Com o avanço das obras de retificação do Rio Pinheiros, iniciadas em 1928, a Sociedade Imobiliária Jaguaré e a prefeitura de São Paulo se associaram para construir uma nova ponte ligando a Estrada Velha de Itu à região da Vila Leopoldina, visando atender ao novo Centro Industrial do Jaguaré. O contrato de construção foi assinado pelo prefeito Fábio da Silva Prado em julho de 1937, porém as obras foram iniciadas apenas em 15 de dezembro de 1937. O projeto contemplava uma ponte de 114 m de comprimento e 12 m de largura, tendo 3 arcos: o maior com 50 m de comprimento e 2 arcos de 20 m de comprimento que visavam deixar espaço para a futura avenida Marginal que ali seria construída décadas mais tarde. Em cerca de um ano, as obras da Ponte do Jaguaré foram concluídas, sendo apresentadas ao público em 25 de novembro de 1938. Apesar de pronta, a obra não foi aberta, pois faltava a avenida que faria a ligação da ponte com o restante do sistema viário da cidade. A Avenida Jaguaré foi concluída apenas em 1947, tendo cerca de 4 km de extensão. 
Nos anos 1970 foi iniciada a construção da segunda ponte, que acabou por substituir esta. Apesar de desativada em 1974, apenas suas cabeceiras (arcos menores) foram demolidas, permanecendo abandonado o arco maior de 50 m sobre o Rio Pinheiros.

## Segunda ponte (1974-)
Em 1971 a prefeitura de São Paulo contratou a empresa Proenge Engenharia de Projetos Ltda. para o projeto e as Azevedo & Travassos S.A. Engenharia, Construções e Comércio e CBPO para a construção de duas pontes gêmeas para substituir a ponte de 1938. Projetadas por Walter Braga (1930-2016), possuem 628 m de comprimento e um vão de 91 m sobre o Rio Pinheiros e largura de 14,30 m. As obras das pontes gêmeas foram iniciadas em março de 1973, sendo orçadas em 12 milhões de cruzeiros.  As obras foram inauguradas em 16 de outubro de 1974.